# Quota di tangenza

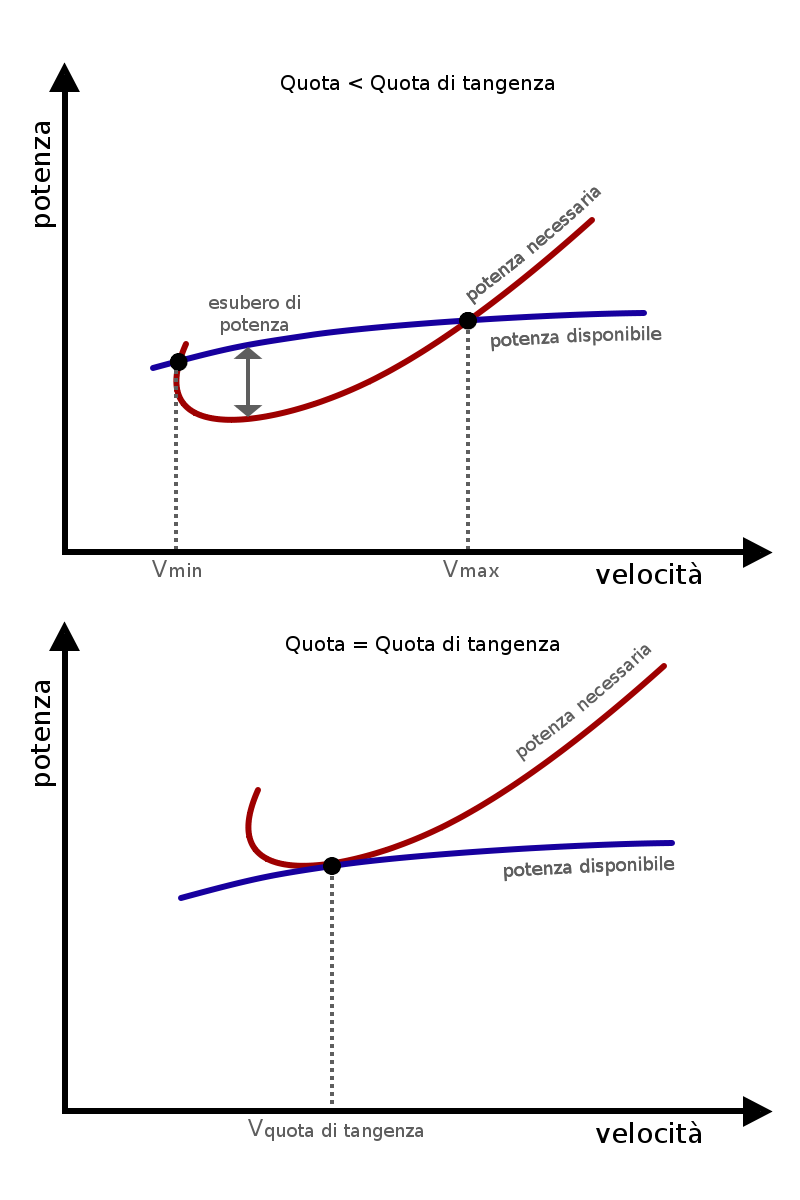
Raffronto tra le curve di potenza necessaria e potenza disponibile al volo orizzontale rettilineo uniforme di un aeroplano dotato di propulsore ad elica in condizioni di quota generica e quota di tangenza teorica. Si noti come, nel secondo caso, l'unica velocità di volo possibile sia indicata dal punto di tangenza delle due curve

La quota di tangenza è la massima distanza verticale geodetica raggiungibile da un aeromobile in volo, in riferimento alla data superficie di riferimento, oltre la quale non è più possibile salire mantenendo l'assetto di volo orizzontale.

## Tangenza teorica
A causa della progressiva rarefazione dell'aria, la potenza erogata da un propulsore aeronautico tende a decrescere all'aumentare della quota, mentre aumenta la potenza necessaria per mantenere un velivolo in volo livellato.
Esiste un'altitudine a cui la potenza massima resa disponibile dal propulsore è uguale alla potenza minima necessaria al velivolo per mantenersi in volo orizzontale; questa quota è detta "quota di tangenza teorica" (absolute ceiling) poiché le curve della potenza erogata e della potenza necessaria in funzione della velocità di volo, tracciate per questa specifica quota, risultano essere tangenti. Questo punto rappresenta l'unico valore di velocità possibile per il volo a quota di tangenza.

## Tangenza pratica
In caso di volo in salita con la decrescita dell'esubero di potenza, ovvero della differenza tra la potenza erogata dal propulsore e la potenza richiesta per mantenere il velivolo in condizioni di volo livellato, si osserva una diminuzione della velocità di salita poiché, approssimandosi alla quota di tangenza teorica, questa velocità tende a zero e di conseguenza il tempo impiegato dal velivolo per raggiungere questa condizione tende a infinito. Si introduce quindi il concetto di "quota di tangenza pratica" (service ceiling) come la quota a cui il velivolo ha ancora sufficiente esubero di potenza per salire con una velocità di 0,5 m/s (100 piedi al minuto) per motori a elica e 2,5 m/s (500 piedi al minuto) per motori a getto.

## Tangenza elicotteristica
Per gli elicotteri bisogna distinguere tra la quota di tangenza in volo stazionario e quella in volo traslato; questo perché la portanza in volo stazionario è prodotta dal rotore imprimendo un'elevata accelerazione a una piccola massa d'aria che attraversa il disco, mentre in volo traslato la massa d'aria che attraversa il rotore è molto più elevata e quindi anche con una piccola accelerazione si ottiene una portanza maggiore e quindi una maggior spinta verso l'alto.

## Considerazioni sulla quota di tangenza
La quota di tangenza di un aeroplano dipende dalle sue caratteristiche. Ad esempio, il Concorde aveva un'elevata quota di tangenza, maggiore dei normali aerei civili, poiché progettato appositamente per sfruttare la rarefazione dell'aria ad alta quota per raggiungere velocità supersoniche. Si sono potute raggiungere quote di tangenza elevate anche grazie alla pressurizzazione della cabina degli aerei. Ad esempio, il bombardiere della Seconda guerra mondiale B-29 Superfortress fu il primo aereo della storia pressurizzato e poteva sfuggire facilmente agli attacchi nemici arrivando a una quota che né la contraerea né i caccia giapponesi erano in grado di raggiungere. In Europa, i tedeschi disponevano di aerei, quali l'Me-262 o il Komet, che potevano facilmente superare in altitudine le formazioni nemiche. 